# Blind Willie Walker
Blind Willie Walker (* 1896 in South Carolina; † 4. März 1933 in Greenville, South Carolina) war ein früher US-amerikanischer Blues-Gitarrist und Sänger. Er wurde von Blues-Musikern wie Gary Davis und Pink Anderson als herausragender Gitarrist genannt, Josh White nannte ihn den besten Gitarristen, den er je gehört habe, "sogar besser als Blind Blake, Blake war schnell, aber Walker war wie Art Tatum". Walker wird dem Piedmont Blues zugerechnet.
Der Geburtsort des von Geburt an blinden Walker ist unbekannt, doch verbrachte er die meiste Zeit seines Lebens in und um Greenville in South Carolina. Bei seinen Auftritten wurde er oft vom Gitarristen Sam Brooks begleitet.
Am 6. Dezember 1930 spielte er in Atlanta für Columbia Records in seiner einzigen Aufnahmesession vier Plattenseiten ein, Dupree Blues, Rider Blues, South Carolina Rag und Da Da Da. Auch die Kompositionen Make Believe Stunt und Cincinnati Flow Rag, die später u. a. mehrfach von Gary Davis aufgenommen wurden, werden Walker zugeschrieben.
Blind Willie Walker starb 1933 mit 37 Jahren an Syphilis connata, die auch der Grund für seine Blindheit gewesen sein könnte. Auf seiner Sterbeurkunde wurde als Beruf "Musiker" angegeben.